# 小行星5478
小行星5478（英語：5478 Wartburg）是一颗围绕太阳公转的小行星。1989年10月23日，佛蒙特·伯根在陶腾堡发现了此天体。
这颗小行星的绝对星等为252.7312000970381等。